# Kernhyperchromasie
Die Kernhyperchromasie ist ein Merkmal zur Beurteilung einer möglichen Gewebsatypie, bei der das Kernchromatin auf Grund eines höheren DNA-Anteils in den Zellen vergröbert und gesteigert anfärbbar ist. Kernhyperchromasien können aber nicht nur durch maligne Tumoren (Krebs) ausgelöst werden, sondern unter Umständen auch durch Entzündungen.
Das Gegenteil zur Kernhyperchromasie ist die Kernhypochromasie.